# Impôt sur les opérations de bourse
Existant en France entre 1893 et 2007, l'impôt sur les opérations de bourse était un impôt  dégressif qui frappait les opérations d'achat et de vente, au comptant ou à terme, de valeurs en bourse, notamment les actions. Institué au moment de la révélation du Scandale de Panama l'impôt de bourse est fixé à un montant égal au courtage officiel et à son double pour les opérations à terme.
En 2006 et jusqu'à son abrogation, son taux était de 3 pour mille sur la fraction de l'opération inférieure à 153 000 euros, et de 1,5 pour mille sur la fraction qui excédait cette somme, ainsi que sur les opérations de report.
À cela s'ajoutait un abattement de 23 euros pratiqué à chaque opération (soit une exonération pour les transactions inférieures à 7 666,67 euros) ; et un plafonnement à 610 euros (soit un impôt dégressif pour les transactions supérieures à 211 000 euros avant 2006). Il existait en outre un certain nombre d'exonérations.
Acquitté par les intermédiaires boursiers au Trésor public, l'impôt sur les opérations de bourse rapporta 203 millions d'euros à l'État en 2004, prélevés sur les personnes physiques et morales opérant en bourse.
Les articles 978 et suivants du code général des impôts qui instituaient ce prélèvement obligatoire furent abrogés par les parlementaires dans la loi de finances pour 2008 par son article 11. En compensation, l'article 74 de cette même loi augmenta le taux d'imposition des plus-values sur les cessions de valeurs mobilières de 16 à 18 % (hors prélèvements sociaux).
Il ne s'agissait pas réellement d'une taxe Tobin, cette dernière devant s'appliquer à toute transaction financière, ou au moins aux transactions en devises comme celles décrites par l'article 235 ter ZD du code général des impôts.